# Strom Thurmond
James Strom Thurmond (Edgefield, Carolina del Sur; 5 de diciembre de 1902-Ib., 26 de junio de 2003) fue un abogado, político y militar estadounidense, fue gobernador y senador de Carolina del Sur. Se presentó como candidato a las elecciones presidenciales estadounidenses de 1948 por una facción del Partido Demócrata de los Estados Unidos que defendía las leyes Jim Crow y la segregación racial, más conocida como Dixiecrats, pero acabó siendo derrotado por el entonces presidente Harry S. Truman. Sumó 39 votos del colegio electoral y ganó en cuatro estados.
Fue gobernador de Carolina del Sur entre 1947 y 1951 y senador por ese mismo estado entre 1954 y 1956 y luego desde el 7 de noviembre de 1956 hasta el 3 de enero de 2003, cuando se retiró, a los cien años, de la política. Es el único congresista que ha alcanzado esa edad.
Luego de la disolución de los Dixiecrats, fue miembro del Partido Demócrata en 1954, pero luego se unió a los Republicanos una década más tarde por diferencias en el Acta de los Derechos Civiles de 1964 formando parte de ese partido hasta el final de su carrera política.
Hacia el final de su carrera senatorial, los críticos sugirieron que Thurmond había perdido facultades mentales. A principios de 1999 renunció a la presidencia del Comité de las Fuerzas Armadas del Senado, como se había comprometido a hacer a finales de 1997. En retrospectiva, un asesor del Senado declaró que "durante sus últimos diez años, Thurmond no sabía si iba a pie o a caballo", mientras que un artículo publicado en el New Yorker en 2020 afirmaba que al final de su carrera "se sabía" que Thurmond se encontraba non compos mentis.
Era un político ultraconservador y segregacionista.